# 우도노촌
우도노촌(鵜殿村)은 미에현 미나미무로군에 설치되었던 촌이다. 히가시키슈 지역에 포함된 지역이였다.
폐지될 때까지 일본에서 가장 면적이 작은 촌이었고, 또한 일본에서 가장 인구 밀도가 높은 촌이기도 했다. 오아자는 없고 작은 글씨는 있었으나 행정 지명은 아니었기 때문에 주소 표기에서는 마을 이름 다음으로 지번이 왔다.
구마노 강의 하구에 위치해 구마노 강을 사이에 두고 와카야마 현 신구 시와 접하는 작은 마을로 동시의 베드타운이며 기슈 제지 공장이 촌역의 10% 정도를 차지하는 기업성 시타마치였다. 2006년 1월 10일에 기호정과 합병해 기호 정 우도노가 되었다. 합병 후 우도노 촌사무소 청사는 기호 정사무소 청사로 이용되고 있다.

## 지리
미에 현 최남단, 구마노 강의 하구에 위치한다.마을 면적은 작고 하구 근처의 작은 부분을 차지할 뿐이다.

## 역사
- 1894년 2월 13일 - 우와노촌이 분립해 오아자 우도노 구역으로 성립하였다.
- 2006년 1월 10일 - 기호정과 합병해 새로운 기호정이 성립하였다. 동일 우도노촌은 폐지되었다.

## 경제
기슈 세이지(현·호쿠에쓰 기슈 세이지)의 제지 공장에 의해 번창하고 있었다. 제지 공장에 이웃한 형태로 우도노항이 있다.
또한 면적이 일본에서 가장 작은 마을로 유명해져 기념 관광으로 찾는 사람도 많았다.

## 교통

### 철도
- 도카이 여객철도
  - 기세이 본선

### 도로
- 국도 42호선